# تونيا كوتش
تونيا كوتش (بالإنجليزية: Tonia Couch) وهي غطاسة أولمبية بريطانية ولدت في يوم 20 مايو 1989 في مدينة بليموث في إنجلترا في المملكة المتحدة، تمكنت من الفوز بالميدالية الذهبية في بطولة أوروبا من ارتفاع 10 متر في الزوجي مع ساره بارو في أيندهوفن في هولندا.

## روابط خارجية
- تونيا كوتش على موقع الاتحاد الدولي للسباحة (الإنجليزية)
- تونيا كوتش على موقع قاعدة بيانات الغوص IAT (الألمانية)
- تونيا كوتش على موقع أوليمبيديا (الإنجليزية)
- تونيا كوتش على موقع اللجنة الأولمبية البريطانية (الإنجليزية)
- تونيا كوتش على موقع اتحاد ألعاب الكومنولث (مؤرشف) (الإنجليزية)
- تونيا كوتش على موقع اتحاد ألعاب الكومنولث (مؤرشف) (الإنجليزية)
- تونيا كوتش على موقع دورة ألعاب الكومنولث 2006 (مؤرشف) (الإنجليزية)